# Théorème de Ferrero-Washington
En théorie d'Iwasawa, le théorème de Ferrero-Washington assure la nullité de l'invariant μ d'Iwasawa du module d'Iwasawa non ramifié au-dessus de la ℤp-extension cyclotomique d'un corps de nombres abélien. Il a été démontré pour la première fois par Bruce Ferrero et Lawrence C. Washington dans un article paru en 1979.
Le résultat n'est pas vrai pour toutes les ℤp-extensions d'un corps de nombres : Iwasawa a donné des exemples où l'invariant {\displaystyle \mu } est strictement positif.

## Référence
Joseph Oesterlé, « Travaux de Ferrero et Washington sur le nombre de classes d'idéaux des corps cyclotomiques », Séminaire Bourbaki, no 21,‎ 1978-1979, exposé n° 535 (lire en ligne)